# سنورسیگوئه
سنورسیگوئه شهری در شهرستان کونگوسی در استان بام در بورکینافاسوی شمالی است و جمعیت آن ۲۱۷ نفر است.